# Látrányi-puszta
Látrányi-puszta este o arie protejată (arie specială de conservare — SAC, sit de importanță comunitară — SCI) din Ungaria întinsă pe o suprafață de 981,4 ha, integral pe uscat.

## Localizare
Centrul sitului Látrányi-puszta este situat la coordonatele 46°45′48″N 17°44′49″E / 46.763333°N 17.746944°E.

## Înființare
Situl Látrányi-puszta a fost declarat sit de importanță comunitară în mai 2004 pentru a proteja 1 specie de plante și 20 de specii de animale. Situl a fost protejat și ca arie specială de conservare în februarie 2010.

## Biodiversitate
Situată în ecoregiunea panonică, aria protejată conține 8 habitate naturale: Mlaștini alcaline, Păduri aluvionare cu Alnus glutinosa și Fraxinus excelsior (Alno-Padion, Alnion incanae, Salicion albae), Pajiști aluvionare inundabile, de Cnidion dubii, Stepe panonice nisipoase, Liziere de ierburi înalte hidrofile de câmpie și de nivel montan până la alpin, Pajiști cu Molinia pe soluri calcaroase, turboase sau argilos-nămoloase (Molinion caeruleae), Mlaștini calcaroase cu Cladium mariscus și specii de Caricion davallianae, Râuri cu maluri nămoloase cu vegetație de Chenopodion rubri p.p. și Bidention p.p..
La baza desemnării sitului se află mai multe specii protejate:
- plante (1): Cirsium brachycephalum
- amfibieni (2): buhai de baltă cu burta roșie (Bombina bombina), triton cu creastă dobrogean (Triturus dobrogicus)
- mamifere (5): liliac cârn (Barbastella barbastellus), vidră de râu (Lutra lutra), liliac de iaz (Myotis dasycneme), liliac comun (Myotis myotis), popândău (Spermophilus citellus)
- nevertebrate (11): Coenagrion ornatum, Cucujus cinnaberinus, fluturele de noapte (Eriogaster catax), fluturele auriu (Euphydryas aurinia), Euplagia quadripunctaria, rădașcă (Lucanus cervus), fluturele purpuriu (Lycaena dispar), phengaris nausithous (Maculinea nausithous), Maculinea teleius, Vertigo angustior, Vertigo moulinsiana
- pești (1): țipar (Misgurnus fossilis)
- reptile (1): țestoasa de baltă (Emys orbicularis)